# Dandeny Muñoz Mosquera
Dandeny Muñoz Mosquera, plus souvent appelé La Quica, est un colombien connu comme le principal tueur à gages (Sicario) de Pablo Escobar. 
Il acquiert une certaine réputation pour s'être évadé deux fois de prison, en 1988 de la prison de "Bellavista" et en 1991 de la prison de La Modelo à Medellín pour fuir aux États-Unis.
Arrêté le 25 septembre 1991 à New York, il est détenu à la prison de très haute sécurité américaine ADX Florence après avoir été condamné pour l'attentat à la bombe du vol Avianca 203.

## Dans la culture populaire
- Dans la série américaine Netflix Narcos, Dandeny Muñoz Mosquera est représenté dans la saison 1 et 2. Son rôle est joué par l'acteur mexicain Diego Cataño.